# Stazione di Hankou
La stazione di Hankou (cinese: 漢口站T, 汉口站S, Hànkǒu zhànP) è una delle tre principali stazioni ferroviarie della città di Wuhan, la capitale della provincia di Hubei della Repubblica popolare cinese. È situata all'interno della zona della città comunemente nota come Hankou (cioè la parte della città a nord del fiumi Azzurro e Han), anche se ad una notevole distanza (diversi chilometri) a nord dal centro storico di Hankou.

## Storia

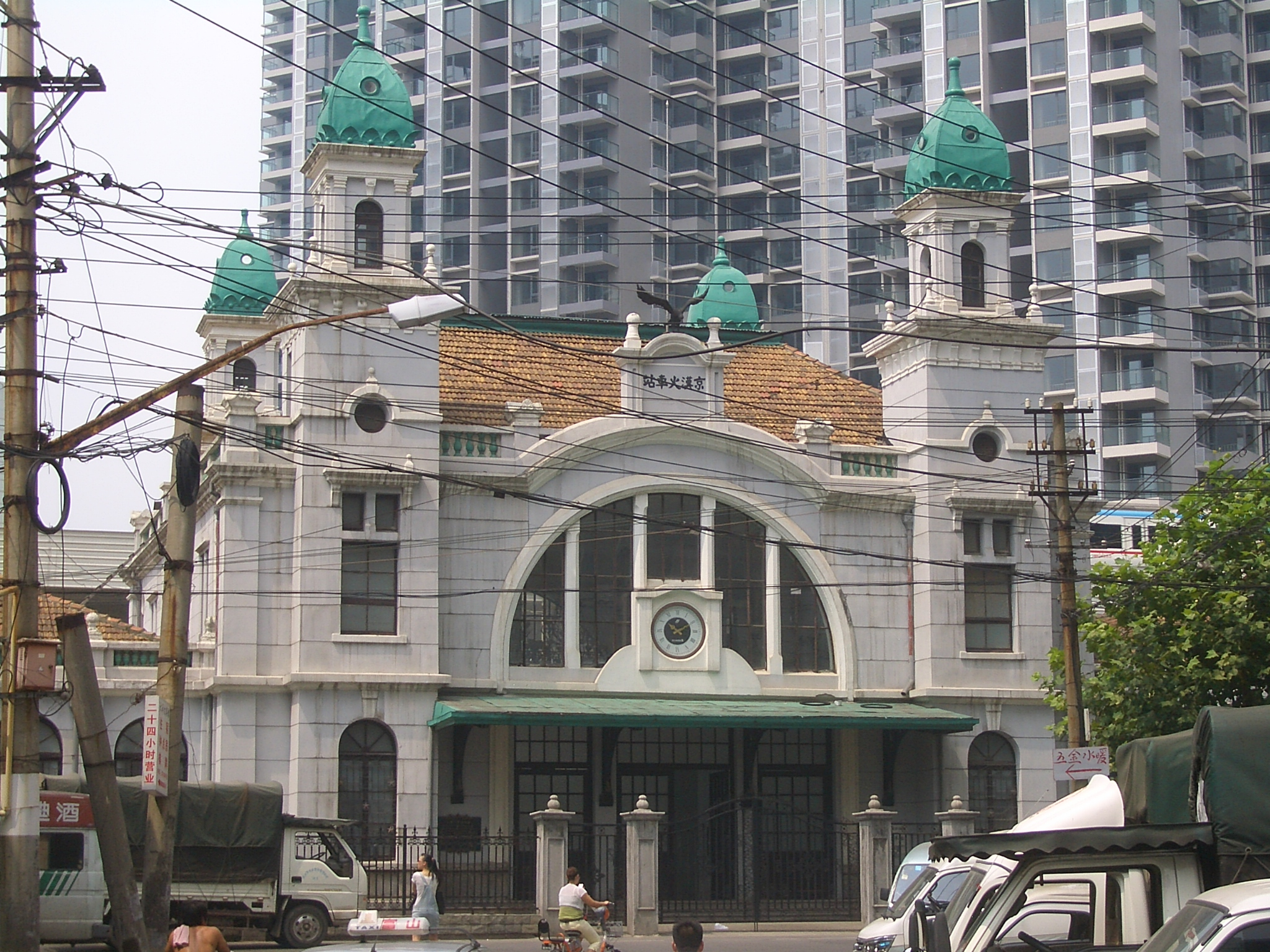
La vecchia stazione di Dazhimen (大智 门 火车站), capolinea originario della tratta Pechino-Hankou. Costruita nel 1900-1903, fu chiusa nel 1991, dopo l'apertura dell'attuale stazione ferroviaria di Hankou

Quando fu terminata la linea delle ferrovie Jinghan che collega Pechino con Hankou all'inizio del XX secolo, il capolinea era la stazione Hankou Dazhimen (大智 门 火车站S), situata proprio all'esterno delle mura della fiorente città portuale di Hankou. La vecchia stazione venne chiusa nel 1991 e i servizi furono trasferiti nell'attuale stazione ferroviaria di Hankou, situata molto più a nord rispetto al centro di Hankou.
La stazione ferroviaria di Hankou venne collegata alla metropolitana di Wuhan il 28 dicembre 2012, in contemporanea all'apertura della linea 2 della metropolitana della città.
La posizione della stazione nei pressi del mercato ittico all'ingrosso di Huanan potrebbe aver contribuito alla diffusione del coronavirus di Wuhan. Il 23 gennaio 2020, la stazione è stata chiusa, insieme a tutte le altre infrastrutture di trasporto della città, a causa della pandemia del coronavirus di Wuhan. Questa misura senza precedenti nella storia è divenuta nota come il "blocco di Wuhan del 2020".

## Movimento
La stazione di Hankou, allo stesso modo della stazione di Wuchang sul lato opposto (meridionale) dello Yangtze, è collegata per mezzo di treni in tutte le direzioni. Dopo il completamento della ferrovia ad alta velocità Hefei-Wuhan da Hefei nell'aprile 2009, la stazione di Hankou è diventata il principale terminal di Wuhan per i treni che viaggiano ad alta velocità e che collegano la città da Shanghai verso Nanchino ed Hefei, sebbene, a partire da dicembre 2013, almeno tre di questi treni abbiano come destinazione la stazione ferroviaria di Wuhan e alcuni portino a Wuchang.
La stazione ferroviaria di Hankou è anche la stazione principale di Wuhan per le ferrovie Hanyi, che si estendono ad ovest verso Yichang. In futuro entrambe le ferrovie Hewu e Hanyi faranno parte delle ferrovie ad alta velocità Shanghai-Wuhan-Chengdu che vanno da Shanghai verso Hankou e Chengdu.